# Rode Hoed

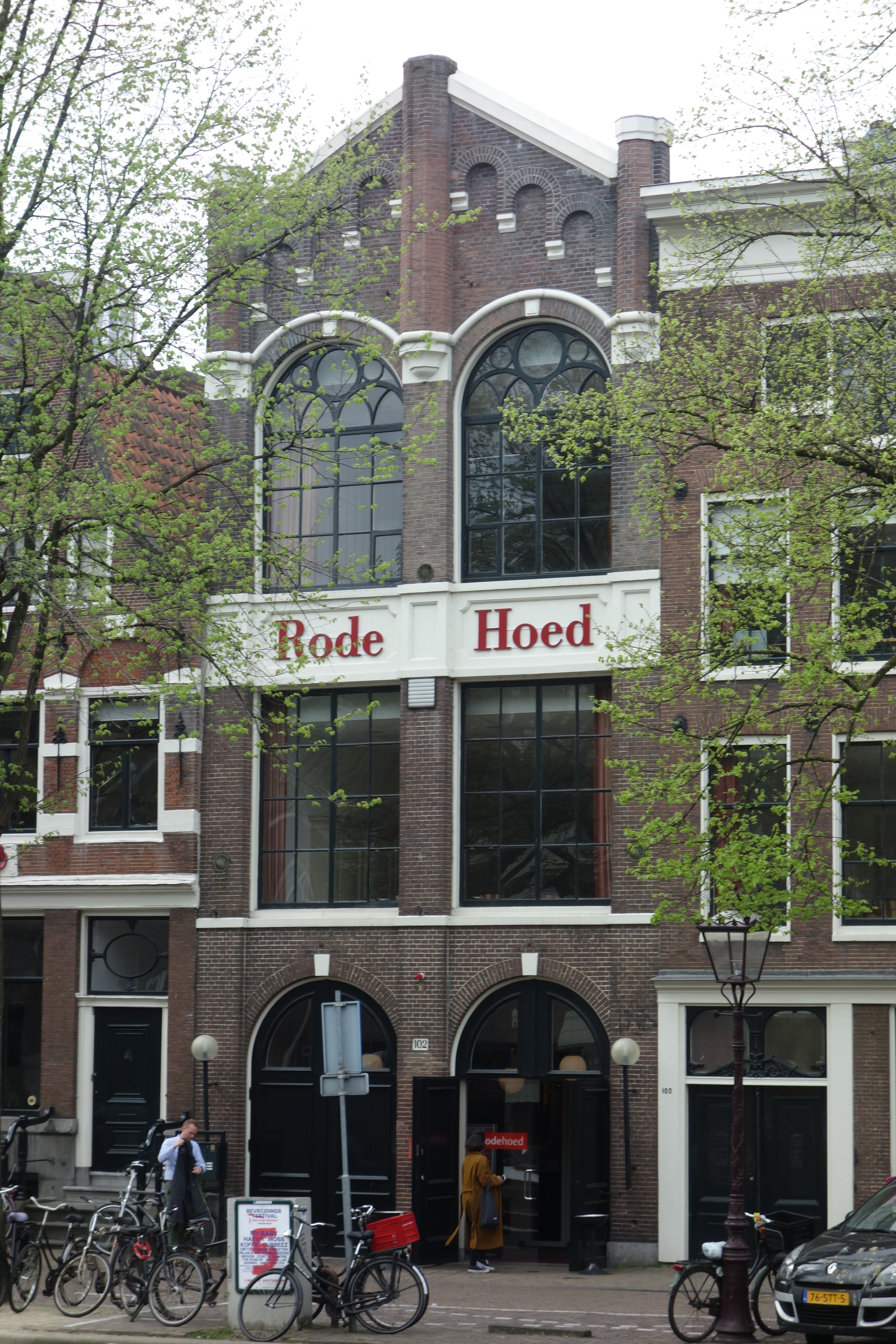

Der Rode Hoed (deutsch: Roter Hut) ist ein Kulturzentrum und Begegnungsstätte in einer ehemaligen Schuilkerk (Schutzkirche) in Amsterdam an der Keizersgracht (Nr. 102).

## Stichting Rode Hoed
Die Stiftung Rode Hoed organisiert Diskussionsrunden, Lesungen, Tagungen und Veranstaltungen zu Literatur und Musik. Es wird auch   als Begegnungs- und Veranstaltungsraum verschiedener Organisationen genutzt. Außerdem kann der Rode Hoed sowohl für geschäftliche als auch für festliche Anlässe gemietet werden, darunter auch standesamtliche Hochzeiten.

## Schutzkirche
Bis 1629 gab es an diesem Ort eine Hutmacherei. In diesem Jahr wurde das Gebäude von der Remonstrantischen Gemeinde, namentlich  der Weinhändler Antoni de Lange und der Arzt Jan van Hartoghvelt, gekauft. Das Gebäude wurde abgerissen und 1630 eine Schuilkerk (Schutzkirche) mit dem treffenden Namen Vrijburg (etwa: freie Schutzburg) errichtet. Das neue Haus sollte den, gerade der von der Reformierte Kirche abgefallenen und dementsprechend verfolgten, Glaubensbrüdern eine ungestörte, geheime Zusammenkunft ermöglichen. Als solche diente sie der Gemeinde bis 1957 und stand danach lange Zeit leer. Die Haupthalle ist die größte und älteste erhaltene Schutzkirche der Niederlande.
Die Schuilkerk liegt versteckt zwischen einer Häuserreihe an der Keizersgracht, in der Mitte des Blocks, mit Häusern auf allen vier Seiten, und es gibt keinen Zugang von irgendeiner Straße. Im Gegensatz zu vielen anderen versteckten Kirchen der Niederlande ist die Vrijburg ein recht stattliches Gebäude. Es hat zwei Stockwerke mit Rundbogenfenstern und sogar eine kleine Fensterrose. Der neoklassizistische Innenraum ist wie eine Basilika gestaltet und verfügt über zwei Emporenreihen. Um diese Integrität des Ortes zu schützen, kauften die Remonstranten fast alle umliegenden Gebäude auf oder übernahmen die Mietzahlungen der Bewohner.
Die heute noch existierende Orgel wurde 1719 von Thomas Weidtmann erbaut. 1861 erfuhr sie größere Änderungen. 1909 und 1949 erfolgten große Umbauten der Spielmechanik. 2008 erfolgte eine weitere Restaurierung.

## Heutige Nutzung
1989 entdeckte Huub Oosterhuis das leerstehende Haus. So beschloss er hier sein Studentenekklesia unterzubringen und ein Diskussionszentrum zu gründen. Die Eröffnung war am 14. September 1990. Die ersten acht Jahre übernahm Oosterhuis die Leitung.
Eine bekannte Talkshow mit dem Namen Het Lagerhuis wurde von 1991 bis 2005 stets live aus dem Rode Hoed übertragen und André van der Louw gründete hier seine Sociaal Democratisch Vernieuwingsplatform, nach dem Gründungsort auch Rode Hoed-groep genannt. Die Unterhaltungssendung Wie is de Mol? übertrug 2022 ihr Finale erstmals aus dem Rode Hoed, da ihr altes Studio (VondelCS) im Vondelparkpaviljoen nicht mehr zur Verfügung stand.
Am 14. September 2015, dem 25. Jubiläumsjahr, wurde bekannt gegeben, dass der Rode Hoed von der Verwaltungsgesellschaft Amerborgh International N.V. gekauft wurde. Damit ist – unter dem Namen Amerpodia – eine deutlich verstärkte Zusammenarbeit zwischen den anderen Kultureinrichtungen De Nieuwe Liefde und Felix Meritis, welche bereits Amerbourgh gehören, gegeben. Amerbourh ist die Stiftung des Unternehmers und Mäzens Alex Mulder, dem Gründer der niederländischen Arbeitnehmerüberlassung UGS-People.